# Naučná stezka Píšť
Naučná stezka Píšť se nachází u česko-polské státní hranice u obce Píšť v okrese Opava v Opavské pahorkatině v Moravskoslezském kraji.

## Popis naučné stezky
Liniová naučná stezka Píšť začíná v centru obce Píšť u kostela sv. Vavřince u parkových slunečních hodin a pokračuje severním a severozápadním směrem ven z vesnice do polí. Stezka dále pokračuje poli až k místu Hůrky, kde je nejlepší vyhlídka a také se zde nachází místní zemědělské družstvo a vodojem. Stezka byla postavena v roce 2010 a má délku 4,5 km.

## Informační tabule na stezce
Na stezce je sedm informačních tabulí a informace jsou uvedené v češtině, polštině, angličtině a němčině.
| Informační tabule | Název                                  |
| 1.                | Obec Píšť                              |
| 2.                | Historie obce Píšť                     |
| 3.                | Kulturní krajina                       |
| 4.                | Botanicky cenné lokality v okolí Píště |
| 5.                | Dřeviny v okolí Píště                  |
| 6.                | Významné rostliny                      |
| 7.                | Přírodní památka Hranečník             |

## Galerie

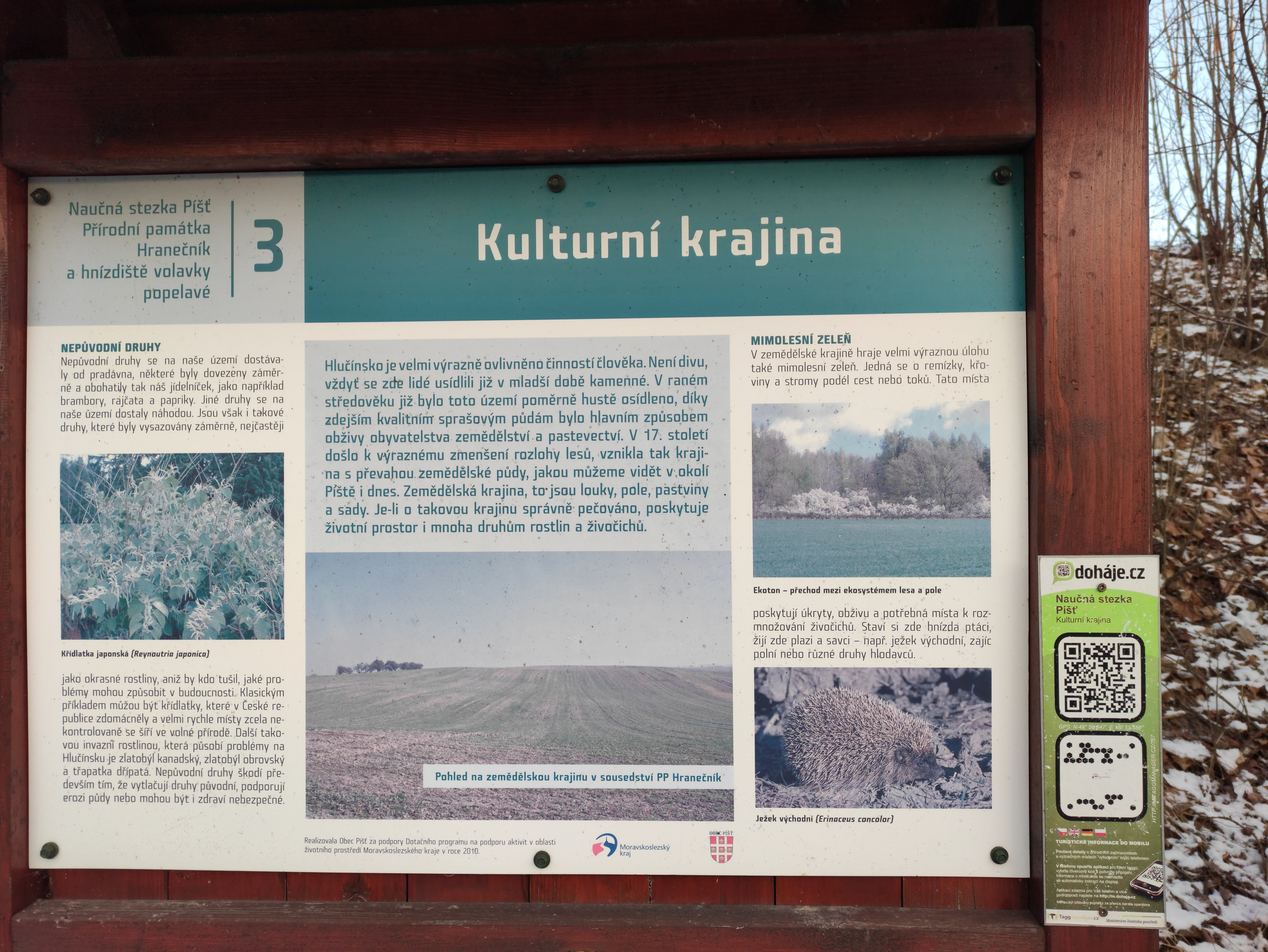
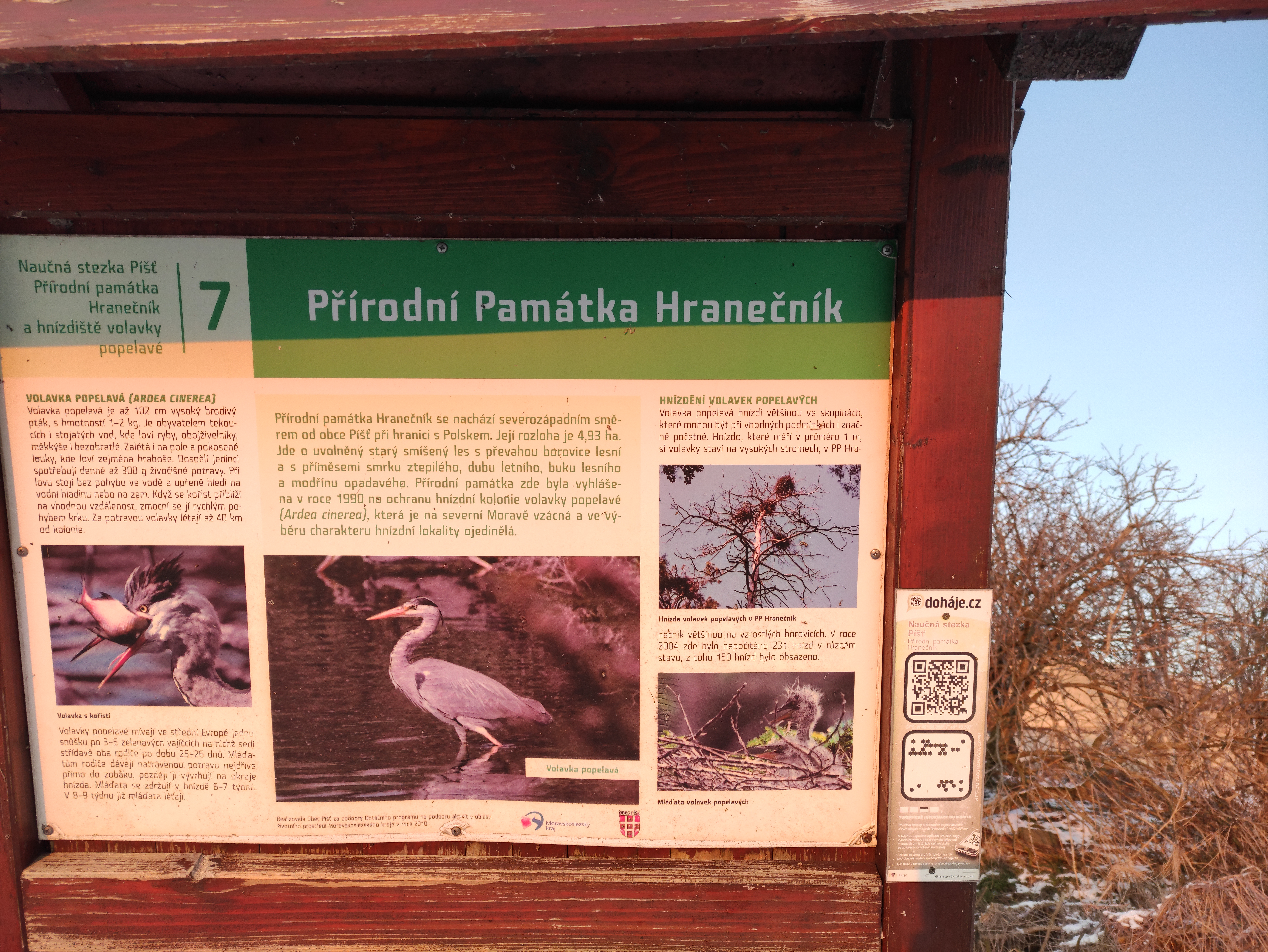
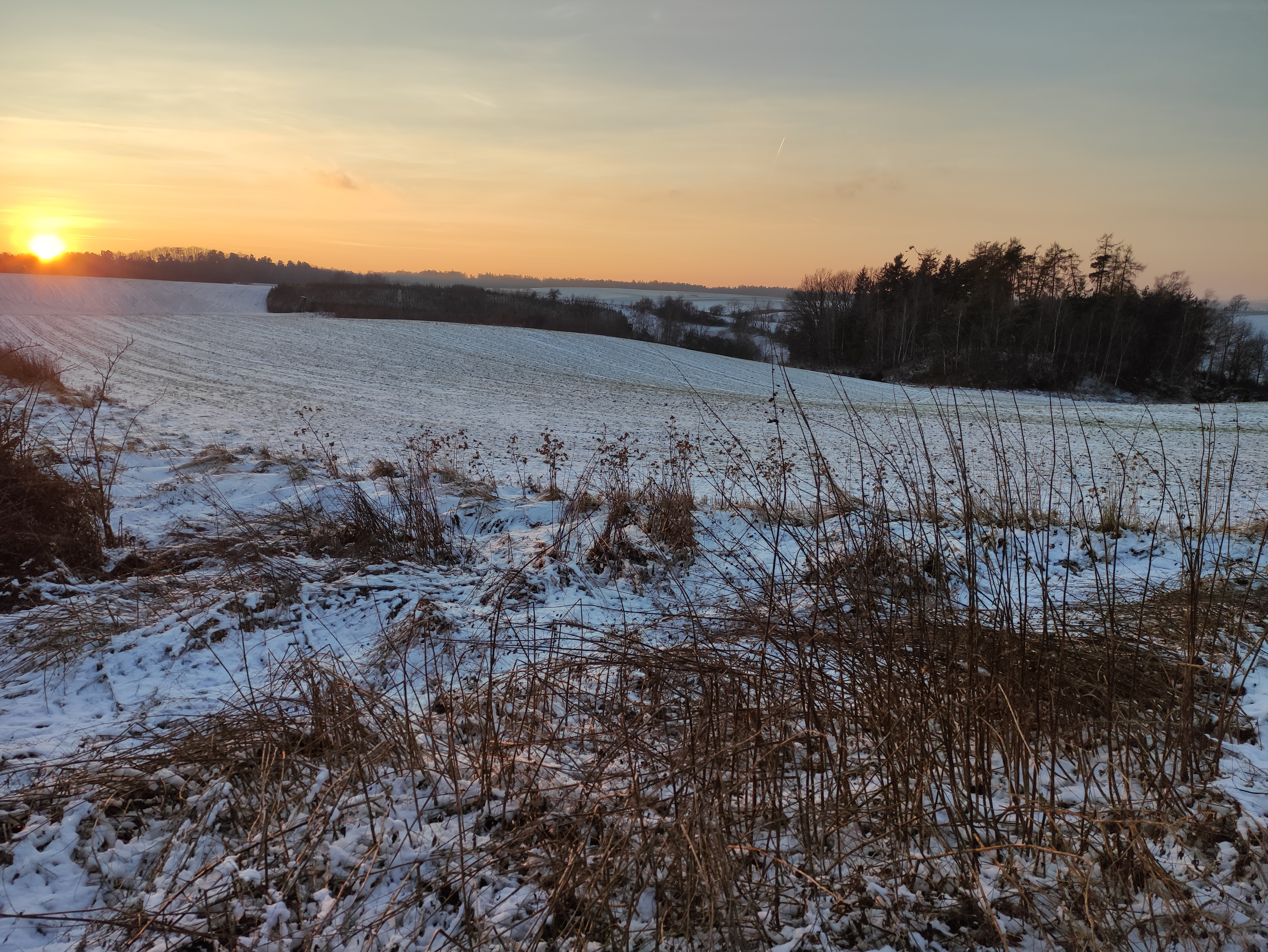